# Etha
Etha is een geslacht van insecten uit de orde vliesvleugeligen (Hymenoptera) en de familie Ichneumonidae.

## Soorten
- E. burmensis Jonathan, 2000
- E. flaviorbita Jonathan, 2000
- E. flavocoxata Jonathan, 2000
- E. flavofaciata Jonathan, 2000
- E. longipetiolata Jonathan, 2000
- E. nigra Jonathan, 2000
- E. nigromaculata Jonathan, 2000
- E. striata (Cameron, 1905)
- E. striatifrons Cameron, 1903
- E. tuberculata (Uchida, 1932)